# Pseudocarorita
Pseudocarorita Wunderlich, 1980 è un genere di ragni appartenente alla famiglia Linyphiidae.

## Distribuzione
L'unica specie oggi attribuita a questo genere è stata reperita in Europa.

## Tassonomia
A giugno 2012, si compone di una specie:
- Pseudocarorita thaleri Saaristo, 1971[3] — Europa